# Margot Potthoff
Margot Potthoff (Pseudonym: Kai Lundberg, * 21. Juli 1934 in Hau in der Gemeinde Bedburg-Hau im Kreis Kleve) ist eine deutsche Schriftstellerin.

## Leben
Margot Potthoff besuchte das Gymnasium bis zur Mittleren Reife. Anschließend absolvierte sie eine kaufmännische Ausbildung und arbeitete als Sekretärin. Seit 1956 lebt sie in Düsseldorf; seit 1966 ist sie als 
freie Schriftstellerin tätig.
Margot Potthoff ist Verfasserin von Kinder- und Jugendbüchern.
Margot Potthoff ist Mitglied des Verbandes Deutscher Schriftsteller, des Friedrich-Bödecker-Kreises, der Arbeitsgemeinschaft Jugendliteratur und Medien der Gewerkschaft Erziehung und Wissenschaft sowie der Gesellschaft für Literatur in Nordrhein-Westfalen.

## Werke
- Die lustigen Geschwister, Weichert, Hannover [u. a.] 1971, ISBN 978-3-48300-146-7.
- Die neugierigen Knallfrösche, F. Schneider, München [u. a.] 1971, ISBN 978-3-505-03850-1.
- Li und Lo feiern Geburtstag, Weichert, Hannover [u. a.] 1972, ISBN 978-3-483-01042-1.
- Tschiwipp rettet den Ponyhof, Schaffstein, Köln 1972, ISBN 978-3-7942-0135-8.
- Vier Kinder suchen eine Mutter, F. Schneider, München [u. a.] 1974, ISBN 978-3-505-04875-3.
- Schabernack mit zwei Gespenstern, F. Schneider, München [u. a.] 1975, ISBN 978-3-505-07571-1.
- Willst du Kaugummi, Cäsar?, Schaffstein, Dortmund 1976 (unter dem Namen Kai Lundberg), ISBN 978-3-588-00173-7.
- Mein dicker Freund, der Drache Kuno, F. Schneider, München [u. a.] 1977, ISBN 978-3-505-07706-7.
- Entscheidung am Ulmenweg, F. Schneider, München [u. a.] 1979, ISBN 978-3-505-07910-8.
- Hallo, ich heiße Mischi, Kibu-Verlag, Menden/Sauerland 1979, ISBN 978-3-88101-592-9.
- Internat Rössli-Burg, Kibu-Verlag, Menden/Sauerland
  - Band 1: Die Bilimbis kommen im Galopp, 1979, ISBN 978-3-88101-585-1.
  - Band 2: Eine geheimnisvolle Botschaft, 1980, ISBN 978-3-88101-612-4.
  - Band 3: Ein gefährlicher Plan, 1981, ISBN 978-3-88101-643-8.
  - Band 4: Der seltsame Pferdedieb, 1982, ISBN 978-3-88101-666-7.
- Nachts auf der Mondschein-Allee, F. Schneider, München [u. a.] 1979, ISBN 978-3-505-07995-5.
- Ich möchte keine Welle sein, Schaffstein, Dortmund 1980 (unter dem Namen Kai Lundberg), ISBN 978-3-588-00033-4.
- Sommerwolke, Kibu-Verlag, Menden/Sauerland 1981, ISBN 978-3-88101-645-2.
- Isabell, Kibu-Verlag, Menden/Sauerland 1982, ISBN 978-3-88101-667-4.
- Kai Otto, der Hundefreund, F. Schneider, München [u. a.] 1982, ISBN 978-3-505-08281-8.
- Lavendelblauer Traum, F. Schneider, München [u. a.] 1982, ISBN 978-3-505-09270-1.
- Das Erbe des Herrn Buchner, Ueberreuter, Wien [u. a.] 1983, ISBN 978-3-8000-2691-3.
- Spaghetti im Benzintank oder Die Erpresserjagd, F. Schneider, München [u. a.] 1984, ISBN 978-3-505-08878-0.
- Verdächtige Spuren im Burghof, Kibu-Verlag, Menden/Sauerland 1984, ISBN 978-3-88101-723-7.
- Tomatensuppe für den Vampir oder Hilfe in der Not, F. Schneider, München [u. a.] 1985, ISBN 978-3-505-09120-9.
- Das Gespenst im Schaukelstuhl oder Die Hilfsaktion, F. Schneider, München 1987. ISBN 978-3-505-09654-9.
- Geisterstunde bei der Pizza-Bande, F. Schneider, München 1992, ISBN 978-3-505-04786-2.
- Die Erpresserjagd, F. Schneider, München 1998, ISBN 978-3-505-10772-6.